# Накуш
Наку́ш (укр. Накуш, крымскотат. Naquş, Накъуш) — исчезнувшее село в Симферопольском районе Крыма. Располагалось на юго-востоке района, в верхней части долины Салгира, на левом берегу реки, между сёлами Шумхай и Мамут-Султан.

## История
Село упоминается в Камеральном Описании Крыма… 1784 года, судя по которому, в последний период Крымского ханства Нахочь входил в Салгирский кадылык Акмечетского каймаканства. После присоединения Крыма к России 8 февраля 1784 года, деревня, за отсутствием жителей, видимо, вследствие эмиграции татар, массовой после присоединения ханства к России, в Турцию, не была поставлена на учёт, территориально относясь, по новому административному делению, после создания 8 (20) октября 1802 года Таврической губернии, к Аргинской волости Симферопольского уезда.
На военно-топографической карте генерал-майора Мухина 1817 года обозначен как Накуш-Салгир без указания числа дворов, далее в доступных источниках не встречается.